# بو سميث
بو سميث (بالإنجليزية: Bo Smith)‏ هو لاعب كرة القدم الكندية أمريكي، ولد في 8 يونيو 1983 في أوينسبورو في الولايات المتحدة.